# Кубок Судірмана 1989
Кубок Судірмана 1989 — 1-й розіграш Кубка Судірмана під егідою Міжнародної федерації бадмінтону (ІБФ). Турнір проходив з 24 по 29 травня 1989 року у м. Джакарта, Індонезія. У турнірі взяло участь 25 збірних, а в елітній групі змагалось 6 команд.
Першим володарем Кубку Судірмана стала збірна Індонезії, яка перемогла збірну Південної Кореї у фіналі із рахунком 3:2. Бронзові медалі завоювали команди Китаю і Данії.

## Підсумкова таблиця
| Поз. | Країна         |
| ---- | -------------- |
| 1    | Індонезія      |
| 2    | Південна Корея |
| 3    | КНР            |
| 4    | Данія          |
| 5    | Швеція         |
| 6    | Англія         |

| Поз. | Країна            |
| ---- | ----------------- |
| 7    | Японія            |
| 8    | Нідерланди        |
| 9    | Малайзія          |
| 10   | СРСР              |
| 11   | Китайський Тайбей |
| 12   | Таїланд           |

| Поз. | Країна    |
| ---- | --------- |
| 13   | Канада    |
| 14   | Гонконг   |
| 15   | Шотландія |
| 16   | Австралія |
| 17   | ФРН       |

| Поз. | Країна        |
| ---- | ------------- |
| 18   | Польща        |
| 19   | Нова Зеландія |
| 20   | Фінляндія     |
| 21   | США           |
| 22   | Австрія       |

| Поз. | Країна    |
| ---- | --------- |
| 23   | Норвегія  |
| 24   | Шрі-Ланка |
| 25   | Непал     |

| Поз. | Країна   |
| ---- | -------- |
| 26   | Болгарія |
| 27   | Франція  |
| 28   | Маврикій |

     Перейшла до вищої групи
     Перейшла до нижчої групи

### Фінальний раунд
| Індонезія 3 | Джакарта, Індонезія        | Джакарта, Індонезія                                                | Південна Корея 2 |       |       |  |
| \| \| \| \| 1 \| 2 \| 3 \| \| \| - \| \| ------------------------------------------------------------------ \| ----- \| ----- \| ----- \| \| \| 1 \| \| Eddy Hartono / Rudy Gunawan Park Joo Bong / Kim Moon-soo \| 9 15 \| 15 8 \| 13 15 \| \| \| 2 \| \| Verawaty Fajrin / Yanti Kusmiati Hwang Hye-young / Chung Soo-young \| 12 15 \| 6 15 \| \| \| \| 3 \| \| Susi Susanti Lee Young-Suk \| 10 12 \| 12 10 \| 11 0 \| \| \| 4 \| \| Eddy Kurniawan Sung Han-Kok \| 15 4 \| 15 3 \| \| \| \| 5 \| \| Eddy Hartono / Verawaty Fajrin Park Joo Bong / Chung Soo-young \| 18 13 \| 15 3 \| \| \| |                            |                                                                    |                  |       |       |  |
| |                            |                                                                    | 1                | 2     | 3     |  |
| 1 | Індонезія · Південна Корея | Eddy Hartono / Rudy Gunawan Park Joo Bong / Kim Moon-soo           | 9 15             | 15 8  | 13 15 |  |
| 2 | Індонезія · Південна Корея | Verawaty Fajrin / Yanti Kusmiati Hwang Hye-young / Chung Soo-young | 12 15            | 6 15  |       |  |
| 3 | Індонезія · Південна Корея | Susi Susanti Lee Young-Suk                                         | 10 12            | 12 10 | 11 0  |  |
| 4 | Індонезія · Південна Корея | Eddy Kurniawan Sung Han-Kok                                        | 15 4             | 15 3  |       |  |
| 5 | Індонезія · Південна Корея | Eddy Hartono / Verawaty Fajrin Park Joo Bong / Chung Soo-young     | 18 13            | 15 3  |       |  |

| Володар Кубка Судірмана 1989 |
| ---------------------------- |
| Індонезія 1-й титул          |